# Heppia
Heppia Nägeli ex A. Massal  (heppia) – rodzaj grzybów z rodziny Heppiaceae. Ze względu na współżycie z glonami zaliczany jest do grupy porostów.

## Systematyka i nazewnictwo
Pozycja w klasyfikacji według Index Fungorum: Heppiaceae, Lichinales, Incertae sedis, Lichinomycetes, Pezizomycotina, Ascomycota, Fungi.
Synonimy nazwy naukowej: Endocarpiscum Nyl., Guepinella Bagl., Guepinia Hepp, Heppiomyces Cif. & Tomas., Heterina Nyl., Nylanderopsis Gyeln., Pannariella (Vain.) Gyeln., Placoheppia (Zahlbr.) Oxner.
Nazwa polska według W. Fałtynowicza.

## Niektóre gatunki
- Heppia adglutinata (Kremp.) A. Massal. 1854
- Heppia despreauxii (Mont.) Tuck. 1872
- Heppia lutosa (Ach.) Nyl. 1863  – heppia ziemna

Nazwy naukowe na podstawie Index Fungorum. Uwzględniono tylko gatunki zweryfikowane. Nazwy polskie według checklist W. Fałtynowicza.